# Романо, Антониаццо

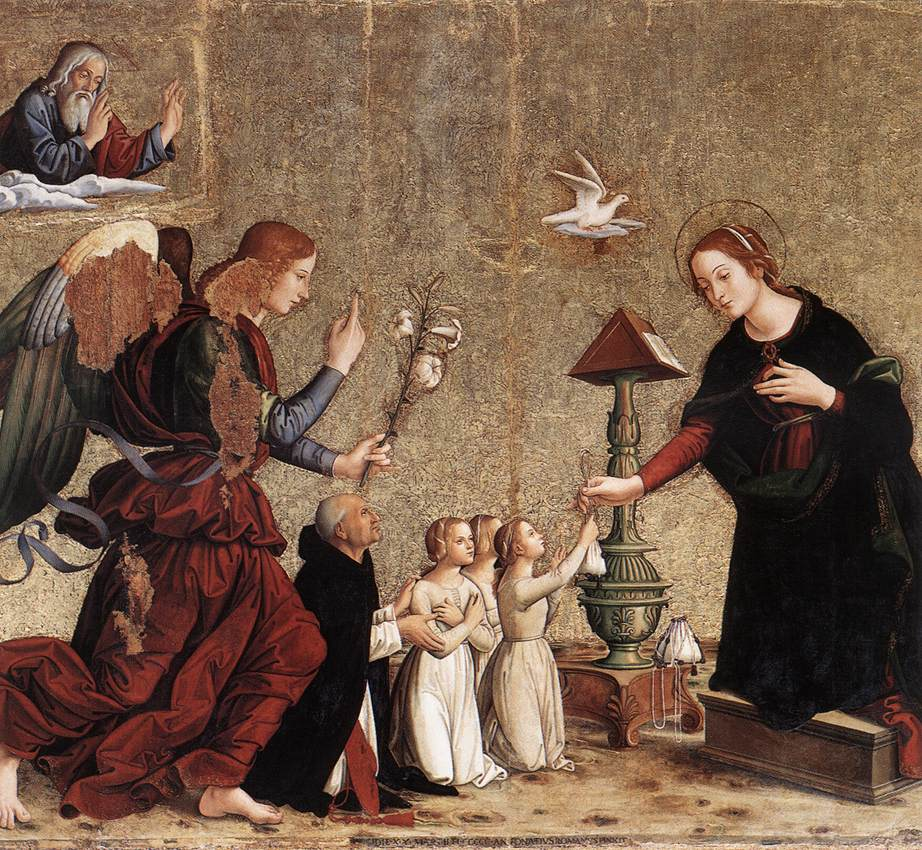
Антониаццо Романо. Благовещение Марии. 1485. Дерево, темпера, золотая фольга. Базилика Святой Марии над Минервой, Рим

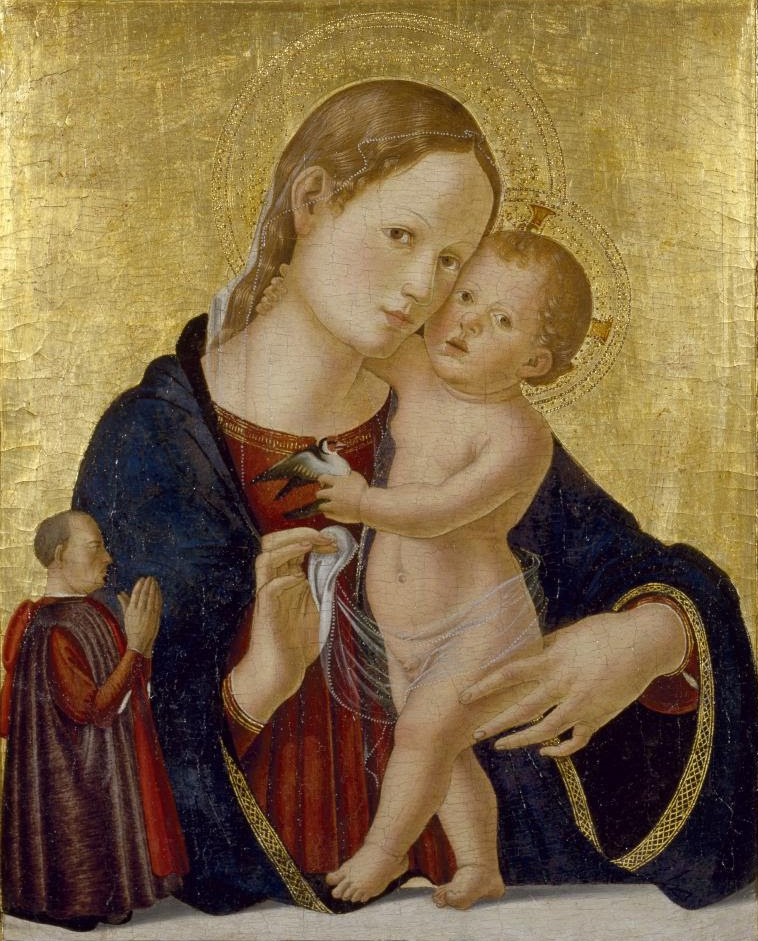
Мадонна с Младенцем и донатором. 1480. Дерево, темпера, золотая фольга. Музей изобразительных искусств, Хьюстон, Техас

Антониаццо Романо, Антонио ди Бенедетто дельи Акили (итал.  Antoniazzo Romano, Antonio di Benedetto degli Aquili; ок. 1430, Рим — 17 апреля 1508, Рим) — живописец раннего итальянского Возрождения, периода кватроченто римской школы.

## Биография
Художник родился в Риме, в районе Колонна. Был учеником Беноццо Гоццоли. Относящиеся к его деятельности документы подписаны: Antonius de Roma, Antonio di Benedetto e Antonatius Romanus (Антонио, или Антониус, Римский). Его первая зарегистрированная работа датируется 1461 годом и представляет собой копию знаменитой иконы Девы Марии с Младенцем в базилике Санта-Мария-Маджоре в Риме для сеньора Пезаро Алессандро Сфорца. Первое упоминание о самостоятельной работе относится к 1464 году, когда он вместе с Мелоццо да Форли расписывал фресками капеллу кардинала Виссариона Никейского (La Cappella di Bessarione) в церкви Санти-Апостоли, просветителя XV столетия, византийского философа, выступавшего инициатором воссоединения православной и католической церквей. Работа была завершена в 1467 году.
Одна из самых известных работ — Мадонна дель Латте, хранящаяся в Городском музее Риети (Лацио, 1464), за которой следует триптих, хранящийся в церкви Сан-Франческо-ин-Субиако (1467). Цикл фресок о жизни Святой Франчески Римской в монастыре Облате-ди-Тор-де-Спекки (Tor de' Specchi a Roma — «Башни зеркал в Риме») датируется 1468 годом.
В 1466 году Антониаццо принимал участие в росписи базилики Сан-Марко, встроенной в Палаццо Венеция. В 1475—1480 годах расписывал алтарь и панели образами Богоматери, культ которой расцвёл при папе Сиксте IV. Расписывал конху апсиды базилики Санта-Кроче-ин-Джерусалемме. В 1478 году Антониаццо Романо стал главой римского «Братства живописцев Святого Луки» (Compagnia di S. Luca). Антониаццо владел в Риме мастерской, в которой работало много его помощников и учеников.

## Творчество
За сорок лет работы в Риме Антониаццо обогатил римскую школу живописи, в то время отстававшую от других, яркими красками умбрийской (Перуджино, Мелоццо да Форли) и флорентийской (Фра Беато Анджелико) школы. В живописи темперой он часто использовал золотой фон, что было необычно для того периода. В 1475 году Антониаццо сотрудничал с Доменико Гирландайо, влияние которого ощущается во многих работах художника. Р. Лонги утверждал, что, позднее, сотрудничая с Пьетро Перуджино в Ватикане, Антониаццо Романо сыграл роль посредника, с помощью которого большая часть «тосканской манеры» была усвоена умбрийскими живописцами. Но затем достижения Антониаццо «оказались во власти Рафаэля».